# Bernard Melvin Parker
Bernard Melvin Parker (nascut el 16 de març de 1986 a Boksburg, Gauteng) és un futbolista internacional sud-africà. Actualment juga al FC Twente, de l'Eredivisie neerlandesa.
A principis de 2008 va fer una prova a l'equip polonès del Legia de Varsòvia, junt amb els seus companys sud-africans Mario Booysen i James Madidilani, però no va arribar a fitxar. Va continuar al seu club Thanda Royal Zulu de la ciutat sud-africana de Durban fins al 2009, quan va signar per l'Estrella Roja de Belgrad. Actualment juga al FC Twente neerlandès.

## Gols com a internacional
Actualitzat a 17 de juny de 2009.
| # | Data                   | Ciutat                   | Rival        | Marcador | Resultat final | Competició               |
| - | ---------------------- | ------------------------ | ------------ | -------- | -------------- | ------------------------ |
| 1 | 30 de setembre de 2008 | Germiston, Sud-àfrica    | Malawi       | 1-0      | 3-0            | Amistós                  |
| 2 | 30 de setembre de 2008 | Germiston, Sud-àfrica    | Malawi       | 2-0      | 3-0            | Amistós                  |
| 3 | 15 d'octubre de 2008   | Bloemfontein, Sud-àfrica | Ghana        | 2-1      | 2-1            | Amistós                  |
| 4 | 19 de novembre de 2008 | Rustenburg, Sud-àfrica   | Camerun      | 3-2      | 3-2            | Torneig Nelson Mandela   |
| 5 | 28 de març de 2009     | Rustenburg, Sud-àfrica   | Noruega      | 1-0      | 2-1            | Amistós                  |
| 6 | 17 de juny de 2009     | Rustenburg, Sud-àfrica   | Nova Zelanda | 1-0      | 2-0            | Copa Confederacions 2009 |
| 7 | 17 de juny de 2009     | Rustenburg, Sud-àfrica   | Nova Zelanda | 2-0      | 2-0            | Copa Confederacions 2009 |

## Estadístiques
International
| País       | Any  | Partits | Gols |
| ---------- | ---- | ------- | ---- |
| Sud-àfrica | 2007 | 4       | 0    |
| Sud-àfrica | 2008 | 7       | 4    |
| Sud-àfrica | 2009 | 7       | 3    |